# Trochocyathus decamera
Trochocyathus decamera är en korallart som beskrevs av Stephen D. Cairns 1994. Trochocyathus decamera ingår i släktet Trochocyathus och familjen Caryophylliidae. Inga underarter finns listade i Catalogue of Life.